# Daniel Pouget
Pour les articles homonymes, voir Pouget.
Daniel Pouget, né le 10 août 1937 à Saint-Étienne et mort le 22 octobre 2016 à Clermont-Ferrand, est un ethnologue, écrivain et conservateur de musée français.

## Biographie
Né à Saint-Étienne d'une mère violoncelliste et d'un père plâtrier-peintre, Daniel Pouget grandit à Saint-Just-Saint-Rambert, dans le Forez. Destiné à reprendre l'affaire de son père, son âme d'artiste le conduit à suivre des cours du soir à l'école des beaux-arts de Saint-Étienne. Cependant, les récits de l'explorateur polaire Jean-Baptiste Charcot lui donnent le goût de l’aventure, des grands espaces et du voyage. 
À 16 ans, il monte à Paris en vélo. Devenu « homme à tout faire » au Musée de l'Homme, il rencontre l'explorateur Paul-Émile Victor et s'en inspire pour aller, quelques mois plus tard, à 17 ans, en Laponie faire son premier reportage. Il y ramène notamment des objets qui seront à la base de son premier musée dans le Forez. Ensuite, il suit des cours à l'École du Louvre pour apprendre le métier de conservateur de musée. De ses nombreuses expéditions (Chine, Indonésie, Océanie, Afrique, Groenland, Moyen-Orient, etc.), il ramène des témoignages, dessins, photos, films, objets, qui seront au centre de ses documentaires, livres, conférences et expositions.
En 1964, Daniel Pouget devient l'un des fondateurs du musée des civilisations de Saint-Just-Saint-Rambert dont il fut le conservateur jusqu’en 1996. Une partie des objets exposés dans ce musée et venant d'Amérique, d'Asie et d'Océanie sont issus  de ses voyages. Il fut également conservateur des musées de Feurs (musée de Feurs) et de Montbrison (musée d'Allard).
En 1999, lorsqu'il part en retraite, il transforme l'ancien couvent du XVIIIe siècle de Chazelles-sur-Lavieu en « cabinet des curiosités », un musée privé qu'il ouvre au public à partir de 2000, avec une exposition différente chaque année. Par ailleurs, il prête certains objets de sa collection pour des expositions temporaires : Terres des Indes et L'or sacré des Incas (2010 et 2011, Foire économique de Saint-Étienne), Sorcières : mythes et réalitées (2011-2012, Musée de la Poste).
Daniel Pouget est l'auteur de plusieurs ouvrages, notamment sur les Inuits, les indiens Oyampis de Guyane, les Bushmen du Kalahari, les Papous de Nouvelle-Guinée et les hommes bleus du Sahara.
En juillet 2011, il est nommé au grade de chevalier dans l'ordre des Arts et des Lettres. La cérémonie de remise de médaille a lieu le 19 novembre 2011 au château de Bouthéon.
Hospitalisé à Clermont-Ferrand à la suite d'une maladie, il décède dans la nuit du 22 au 23 octobre 2016 à l’âge de 79 ans. Ses funérailles ont lieu le 27 octobre 2016 en la collégiale Notre-Dame-d'Espérance de Montbrison, devant 800 personnes, dont plusieurs personnalités politiques comme le député Dino Cinieri ou l'ancien député Jean-François Chossy qui apporta son témoignage à la tribune. Daniel Pouget est enterré dans le caveau familial à Saint-Just-Saint-Rambert.
Le musée des civilisations porte son nom.

## Œuvres
- 1972 : Les voyages d'un apothicaire orientaliste : 1773-1795, édition DuMAS.
- 1978 : Bushmen du Kalahari, auto-édition, expédition 1977 de Bernard Esparre, Georges Herbin, Daniel Pouget, Jean Vincent.
- 1981 : Fêtes et événements en Forez : 1850-1950, Musée d'Assier de Feurs.
- 1981 : Anok et Cecilia, Eskimos du Groenland, auto-édition.
- 1982 : Les Asmats : une expédition en Nouvelle Guinée, auto-édition.
- 1985 : Sahara : les hommes de la montagne bleue, auto-édition.
- 1985 : Bali : la magie d'une île, auto-édition.
- 1987 : Sous le signe du buffle : Cèlèbes (Sulawesi), Indonésie, auto-édition, écrit avec Marie Cuadros.
- 1989 : Voyages et découvertes chez les Eskimos : Groenland 1860-1862, auto-édition.
- 1990 : Carnets d'Asie, Société d'Histoire de Firminy et Environs, écrit avec Marie Cuadros.
- 1996 : Raconte-moi l'île de Pâques (Témoignages du bout du monde), auto-édition.
- 1996 : Au fil du voyage, auto-édition
- 1993 : Caravanes d'épices, auto-édition, écrit avec Marie Cuadros.
- 2001 : Le Vénitien, Rêve oriental.
- 2004 : L'esprit de l'ours : chemin de vie d'une chamane inuit contemporaine, croyances et magie Inuit, Présence Image et Son. Réédité en 2006 chez Pocket.
- 2006 : Le confident du ciel, chaman de Mongolie, auto-édition.
- 2007 : Amira, Princesse du désert, auto-édition.
- 2008 : Le chasseur de caribous : vie et traditions d'un Inuit, auto-édition.
- 2010 : Sagas d'orfèvres : fabuleux destins en Orient, auto-édition.
- 2012 : Les royaumes du chaman, entre toundra et taïga, auto-édition.
- 2013 : Voyages en orient : les trésors du capitaine, éditions du Couvent, écrit avec Marie Cuadros-Pouget.
- 2014 : Le vieux sage de l'Himalaya, éditions le Chaudron Forézien[13].
- 2016 : Océanie secrète, éditions le Chaudron Forézien.

## Filmographie
- Daniel Pouget ou mémoire d'un voyageur, film documentaire (26 min), émission Mémoires, produit par France 3 Lyon et réalisé par Pierre Bouhin, 1994, voir en ligne sur le site de l'INA.
- Qui se souvient des hommes ? : une rencontre avec Daniel Pouget, film documentaire (60 min), série Mémoire d’hommes, produit par Les films du Hibou et réalisé par André Picon, 2006.